# Vanieria crenata
Vanieria crenata là một loài thực vật có hoa trong họ Moraceae. Loài này được (C.H. Wright) Chun miêu tả khoa học đầu tiên năm 1927.